# Mr. Lince
José Luis Vázquez Robles (Dinamita, Durango, México 28 de mayo de 1950) Es un luchador profesional Mexicano que actualmente entrena a nuevos deportistas en su gimnasio "Mr. Lince" y es mánager de luchadores profesionales. De 1980 a 1999, también fue comisionado para realizar evaluaciones profesionales en la lucha libre.
Su carrera como luchador se inició en 1964 a los 14 años como amateur en los estilos libre y greco bajo las enseñanzas del profesor Romeo en el Injuve de Monterrey N.L. compitiendo durante cinco años sin interrupción.
A los 18 años Inicia su entrenamiento como profesional con el Maestro Benny Llanas comenzando así su carrera en la Lucha Libre Monterrey. 
Tres años después siendo ya profesional inicia sus entrenamientos con el gran maestro Rolando Vera siguiéndolo hasta el año 2001 año en que fallece don Rolando Vera.
Inicia su trabajo en la enseñanza en el año de 1974 hasta la fecha. 
Trabajó como programador y matchmaker en la Monumental Monterrey de 1985 a 1990.
Manejó arenas chicas en el área metropolitana de Monterrey de 1990 a 1996. Trabajo como Programador y Matchmaker en la arena Solidaridad de 1992 a1993 y de 1996 a 1997. Organiza funciones de lucha libre privadas desde 1980 hasta la fecha. Es el Maestro sinodal de la H. Comisión de Box y Lucha de Monterrey para exámenes profesionales de Lucha Libre de 1980 a 1999. Continúa la enseñanza de Lucha Libre en su Gimnasio Mr. Lince GYM y manejando luchadores profesionales.
- Datos: Q6025548